# Джон Делореан
Джон Захарія Делореан (англ. John Zachary DeLorean, 6 січня 1925, Детройт, Мічиган — 19 березня 2005, Саміт, Нью-Джерсі) — американський інженер румунсько-угорського походження, менеджер, конструктор автомобілів.

## Біографія

### Раннє життя
Джон Делореан народився 6 січня 1925 року у Детройті, штат Мічиган, він був старшим з чотирьох синів Захарії та Катрін (до шлюбу Прибак) Делореан. Його батько працював на заводі Форда некваліфікованим робітником, беручи активну участь у профспілковому русі, і підробляв теслею. Джон разом з батьком працював над автомобілем Ford Model A, що стояв в гаражі.
Батько ДеЛореана був румуном, народився в селі Сугаг, округ Альсо-Фегер, Австро-Угорщина (нині Лугаг, графство Альба, Румунія), який працював на млині; Захарі емігрував до США, коли йому було двадцять. Він провів час у Монтані та Гері, штат Індіана, перш ніж переїхати до Мічигану. На той момент, коли Джон народився, Захарі влаштувався на роботу в якості організатора профспілки на заводі Ford Motor Company в сусідньому парку Хайленд. Його погане володіння англійською та недостатня освіта заважали йому отримувати високооплачувану роботу. Коли він не був зайнятий у Ford, він періодично працював столяром.
Мати Делореана була громадякою Угорщини, угорського походження. Вона працювала в відділі Carboloy Products Division у General Electric протягом більшої частини раннього життя Делореана. Вона брала роботу де завгодно, щоб доповнити дохід сім'ї. Вона, як правило, терпіла певні періодичні випадки насильства чоловіка, але після кількох найстрашніших періодів насильства Захарі взяла синів і переїхала жити до сестри в Лос-Анджелес, штат Каліфорнія, де вони пробули протягом року.
Батьки Делореана розлучилися в 1942 році. Згодом Джон мало бачив свого батька, який переїхав до готелю, перетворившись на самотнього і відстороненого наркомана.

### Освіта і робота
Джон Делореан з дитинства зрозумів важливість хорошої освіти. Він отримав стипендію в Лоуренсовському технологічному інституті. В 1943 році під час війни Джона призвали в армію. Після демобілізації він повернувся в Детройт. Закінчивши навчання в Лоуренсовськом інституті, де він отримав ступінь бакалавра машинобудування, у 1952 році він вступив до Крайслеровського інституту і став магістром автомобілебудування.

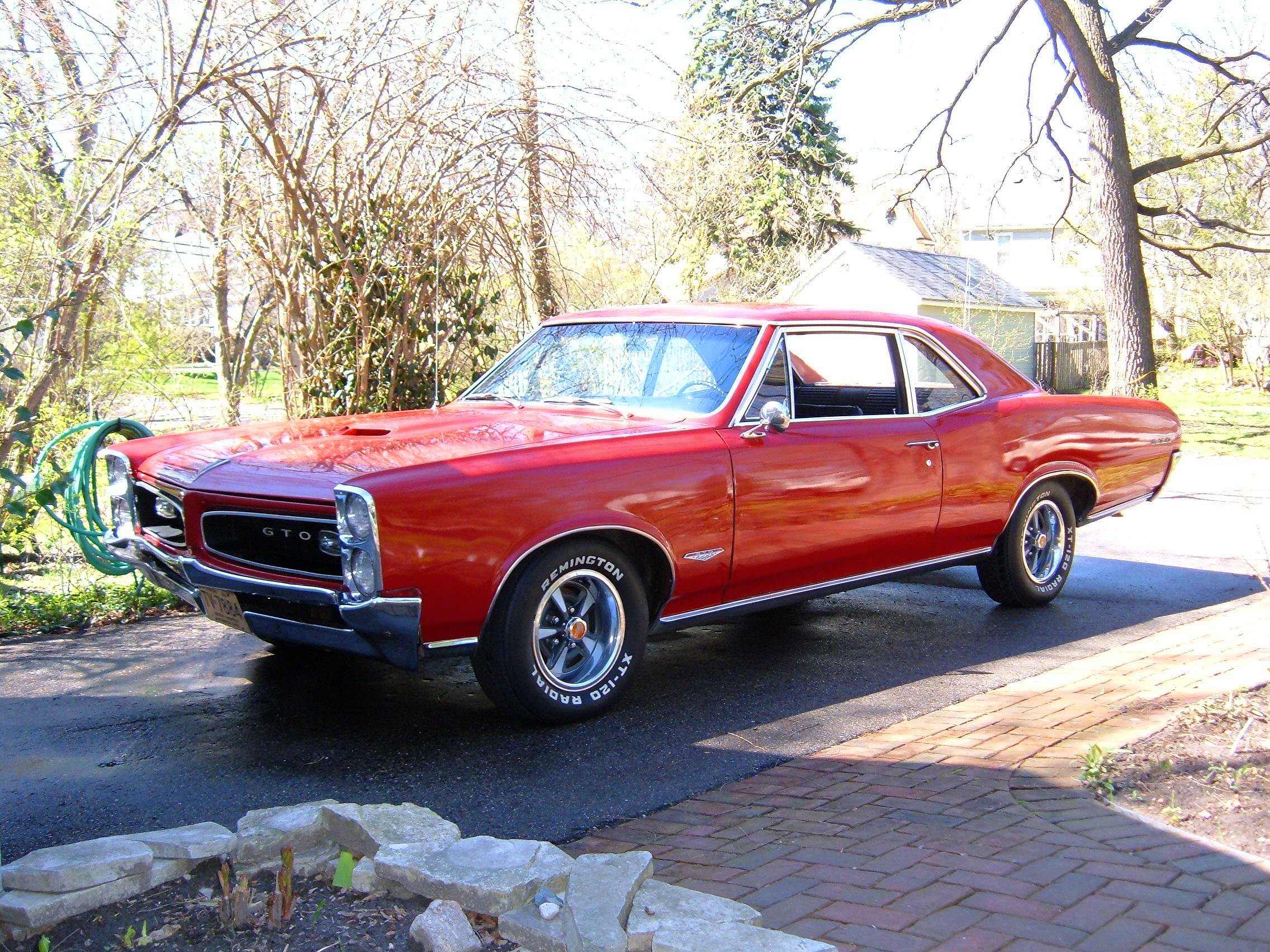
Pontiac GTO

Після недовгої роботи інженером-технологом на заводі Chrysler, Делореана запросили у фірму Packard. Під керівництвом інженера Фореста Макфарланда він розробив автоматичну коробку передач Twin Ultramatic. У 1956 році компанію Packard купила фірма Studebaker. Віце-президент General Motors Олівер Келлі запропонував Джону на вибір п'ять посад в різних підрозділах концерну. Делореан вибрав Pontiac.
Там він почав працювати під керівництвом Еміля Кнудсена, сина колишнього президента GM Вільяма Кнудсена. Під час роботи в Pontiac він розробив і запатентував поворотний сигнал, шарнірні «двірники», гумовий бампер і багато іншого. Всього Делореан отримав понад 200 патентів, і до 1961 році обійняв посаду головного інженера компанії. Делореан створив модель Pontiac GTO, яка стала першим справжнім muscle-car — «крутим автомобілем», який буквально підкорив Америку в середині 60-х.
У 1965 році Делореан став президентом Pontiac. Під керівництвом Делореана Pontiac у другій половині 1960-х років залишався єдиним прибутковим підрозділом General Motors. У 1969 році Джон отримав підвищення — його перекинули на Chevrolet.
У 1972 році Джон Делореан отримав посаду віце-президента General Motors з виробництва легкових і вантажних автомобілів. Його річна зарплата становила 650 тис. доларів. У 1973 році він пішов у відставку. Делореан очолив благодійну організацію «Національний союз бізнесменів» та деякий час керував нею, разом з автомобільним журналістом Патріком Райтом він написав книгу «Дженерал Моторс в правдивому світлі».

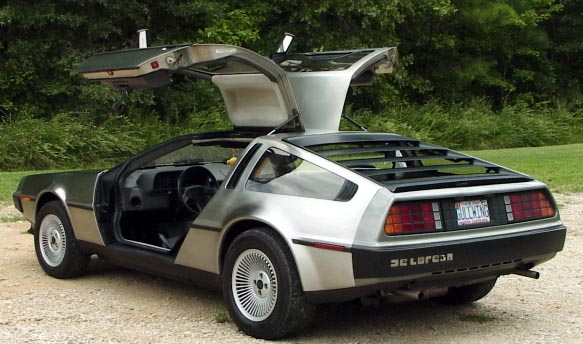
DeLorean DMC-12

У 1974 році Делореан заснував компанію DMC (DeLorean Motor Company). Уряд Великої Британії запропонував побудувати фабрику в передмісті Белфаста. На будівництво «з нуля» автомобільного заводу, що став найпередовішим у Європі, пішло лише півтора року.
Делореан хотів побудувати спорткар своєї мрії, дешевий, швидкий і довговічний. Дизайн нової моделі був замовлений знаменитому Джорджетто Джуджаро. Кузов машини був повністю виконаний з нержавіючої сталі, під якою знаходився плексигласовий каркас. Головною відмінною ознакою стали двері типу «Крило чайки».
Підвіскою займався Колін Чепмен, засновник фірми Lotus. На автомобіль встановлювався 2,8-літровий двигун V6 спільної розробки Peugeot, Renault і Volvo потужністю 130 к. с. Перший прототип був готовий в 1976 році, а серійне виробництво почалося в 1981 році, незважаючи на те, що внаслідок нафтової кризи інвестиції в завод Делореана істотно скоротилися. Назвали нову машину DMC-12. Всього за три роки було випущено 8500 примірників. Внаслідок ряду проблем виробництво було згорнуто. У 1985 році DeLorean DMC-12, до того часу вже знята з виробництва, стала «машиною часу» в культовому фільмі Роберта Земекіса «Назад у майбутнє».
У Джона були грандіозні плани: він хотів створити нову автомобільну імперію, поповнити «велику трійку» американських автовиробників (Ford, General Motors і Chrysler), випустити 4-дверний седан DMC-24, мінівен і суперкар з двигуном потужністю 1250 к. с. і ціною в мільйон доларів. Але здійснити це йому не вдалося. У жовтні 1982 року йому було пред'явлено обвинувачення у збуті найбільшої партії наркотиків (близько 25 кг кокаїну). У суді Джону вдалося довести, що історія була підстроєна ФБР, і він був виправданий.
19 березня 2005 року від ускладнень після інсульту Джон Делореан помер.

### Особисте життя
Делореан був одружений чотири рази.
- Він одружився з Елізабет Гіґґінс 3 вересня 1954 року; розлучилися у 1969 р.

- 31 травня 1969 року він одружився з Келлі Гармон, сестрою актора Марка Хармона та дочкою переможця трофі Гейсмана Тома Гармона та акторки Елізе Нокс; вони розлучилися в 1972 році.
- ДеЛореан усиновив сина, якого назвав Захарі Тавіо, Захарі було 14 місяців під час одруження Долореана з моделлю Крістіною Ферраре, яка спільно усиновила Захарі. У них була дочка Кетрін Енн, що народилася 15 листопада 1977 року. Вони розлучилися в 1985 році.
- Потім він був одружений з Саллі Болдуін до своєї смерті в 2005 році. Вони жили в Бедмінстері, Нью-Джерсі.

У 1999 році DeLorean оголосив про особисте банкрутство після боротьби з 40 судовими справами після краху автомобільної компанії DeLorean. [23] Він змушений був продати свій маєток площею 434 десятини (176 га) у Бедмінстері, Нью-Джерсі, у 2000 році. Дональд Трамп купив його і переробив на гольф-клуб. ДеЛореан переїхав до кондомініуму в Нью-Джерсі, де прожив до своєї смерті, яка настала через п'ять років.

### Кіно
- 30 квітня 2019 вийшов в прокат документальний фільм режисерів Дона Аротта та Шини М. Джойс «Відкриваючи Джона ДеЛореана»/«Framing John DeLorean», в якому розказана біографія творця «DMC-12» від моменту приходу його в «Pontiac» і до смерті 19 березня 2005 року. Крім реальних кадрів, у фільмі була використана постановочна реконструкція деяких подій з життя Джона ДеЛореана. Головного героя зіграв Алек Болдуін, його дружину, Христину Ферраре — Морена Баккарін.

- 29 серпня 2019 в прокат вийшла авантюрна комедія «Тачка на мільйон» режисера Ніка Хемма про Джона Делореане та історії створення легендарної «машини часу» DMC-12. Роль Джона виконав Лі Пейс. Фільм був представлений на Венеціанському кінофестивалі і на кінофестивалі в Торонто.